# 市川みき
市川 みき（いちかわ みき、1989年6月15日 - ）は、日本のグラビアアイドルである。
千葉県出身。マリエ・エンタープライズ所属。

## 経歴
- 2004年、読者モデルとしてデビュー。
- 2011年、ミス東スポオーディション2012 グランプリ[1]。
- 2012年、D☆D～だれでもだいすき！～レギュラー出演。
- 2023年10月14日、入籍及び第一子妊娠を共に自身のX（旧Twitter）にて報告した[2]。

## 人物
- 姉（7歳上）と妹（9歳下）、弟（12歳下）の4人兄妹[3]。
- 特技は、水泳、サーフィン、スノボード、絵を描くこと等。
- ディズニーに造詣が深く週２回は通っている。
- 温和な性格。

## 出演作品

### バラエティ
- D☆D～だれでもだいすき～（2012年、テレビ埼玉、チバテレビ他）

### 舞台
- W-Speak第一回公演『笑劇乙女』「修学旅行」「キス部」（2012年1月26日 - 1月29日、池袋･シアターKASSAI）
- W-Speak第二回公演『笑劇コスメ』「最高の落とし物」「後輩部」（2012年4月26日 - 4月29日、池袋･シアターKASSAI）

### イメージビデオ
- First Love（2013年6月20日、ギルド）